# میکروسوییچ

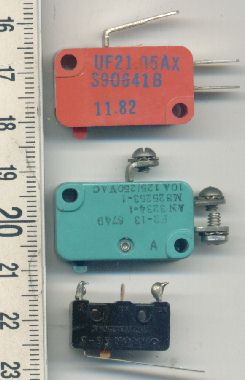
چند میکروسوییچ مختلف.

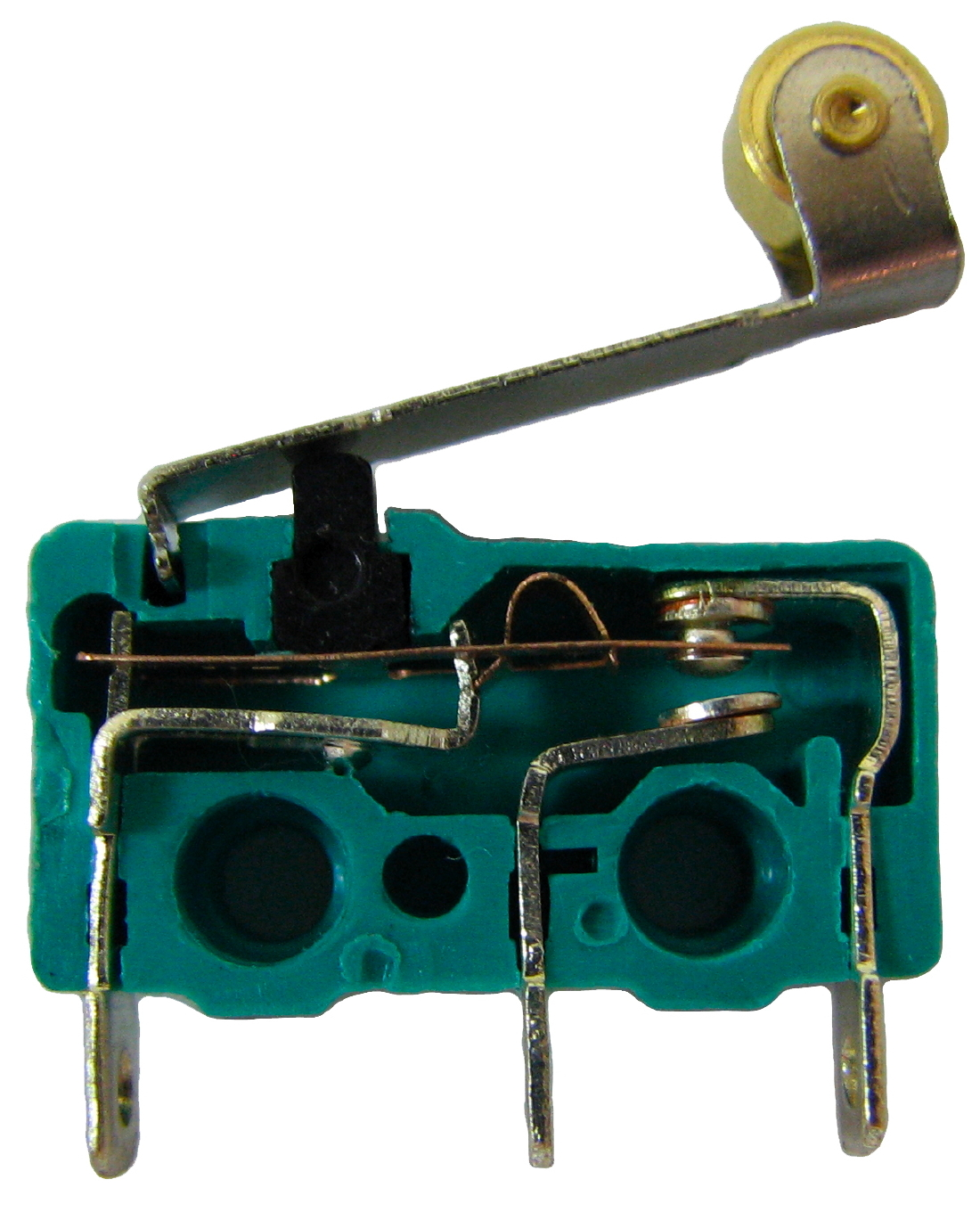
ساختمان داخلی یک میکروسوییچ.

میکروسوییچ گونه‌ای از کلید است که با فشار فیزیکی بسیار کوچکی تحریک می‌شود. عمل کلیدزنی در وضعیت‌های مشخصی از محرّک اتفاق می‌افتد. استفاده از میکروسوییچ‌ها به علت هزینهٔ پایینشان و عمر مفید بالا (بیش از ۱ میلیون چرخه و در مدل‌های پرکار تا ۱۰ میلیون چرخه) بسیار رایج است. تمایز اصلی میکروسوییچ‌ها از دیگر ابزارهای کلیدزنی این است که در میکروسوییچ جابجایی‌های کوچک محرک که بر دکمهٔ میکروسوییچ اعمال می‌شود، باعث جابجایی به‌نسبت زیاد کنتاکت‌های الکتریکی میکروسوییچ خواهد شد که —فارغ از سرعت محرک— سرعت زیادی دارد. بیشتر طراحی‌های موفق از پدیدهٔ پسماند نیز بهره می‌برند، بدین معنی که حرکت کوچک محرک در جهت معکوس برای بازگرداندن کنتاکت‌ها به حالت نخست کافی نخواهد بود و محرک باید به اندازهٔ قابل توجهی در جهت عکس حرکت کند.

## تاریخچه
نخستین میکروسوییچ توسط فردی به نام پیتر مک‌گل در سال ۱۹۳۲ میلادی در فریپورت، ایلینوی ابداع شد. مک‌گل در آن زمان یکی از کارمندان شرکت باتری‌سازی برگس بود. او در سال  ۱۹۳۷ یک شرکت با عنوان میکروسوییچ بنیان نهاد. از آن زمان تا کنون نام تجاری میکروسوییچ برای اشاره به این نوع از سوییچ‌ها رایج شده‌است و شرکت‌های زیاد دیگری هم به تولید آن می‌پردازند.

## کاربردها
کاربرد میکروسوییچ‌ها بسیار گسترده و مختلف است، از کاربردهای رایج میکروسوییچ‌ها می‌توان به اینترلاک درهای دستگاه مایکروویو، کلیدهای تشخیص طبقه و ایمنی در آسانسورها، دستگاه‌های سکه‌ای، یا تشخیص جمع‌شدگی کاغذ در دستگاه‌های کپی اشاره کرد. هرچند میکروسوییچ‌هایی وجود دارند که می‌توانند موتورهای کوچک، لامپ‌ها و سیم‌پیچ‌ها را مستقیم قطع و وصل کنند اما معمولاً جریان نامی میکروسوییچ‌ها در حد مدارهای فرمان است.